# Kelsey-Lee Barber
Kelsey-Lee Barber (* 20. September 1991 in East London als Kelsey-Lee Roberts) ist eine australische Leichtathletin, die sich auf den Speerwurf spezialisiert hat und in dieser Disziplin 2019 und 2022 Weltmeisterin wurde. Zudem gewann sie 2021 eine olympische Bronzemedaille und siegte 2019 bei den Ozeanienmeisterschaften.

## Sportliche Laufbahn
Erste internationale Erfahrungen sammelte Kelsey-Lee Barber bei den Commonwealth Games 2014 in Glasgow, bei denen sie mit einer Weite von 62,95 m die Bronzemedaille hinter ihrer Landsfrau Kimberley Mickle und der Südafrikanerin Sunette Viljoen gewann. Im Jahr darauf nahm sie erstmals an den Weltmeisterschaften in Peking teil, schied dort aber mit 60,18 m in der Qualifikation aus. 2016 vertrat sie Australien bei den Olympischen Spielen in Rio de Janeiro, konnte sich aber auch dort mit 55,25 m nicht für das Finale qualifizieren. Bei den Weltmeisterschaften in London ein Jahr später gelangte sie bis in das Finale und wurde dort mit einem Wurf auf 60,76 m Zehnte. 2018 gewann sie bei den Commonwealth Games im heimischen Gold Coast mit 63,89 m die Silbermedaille hinter ihrer Landsfrau Kathryn Mitchell. Zudem belegte sie beim Continentalcup in Ostrava mit 59,32 m den fünften Platz. Im Jahr darauf siegte sie bei den Ozeanienmeisterschaften in Townsville mit neuem Meisterschaftsrekord von 65,61 m. Den bis dahin bedeutendsten Erfolg ihrer Karriere feierte sie mit dem Titelgewinn bei den Weltmeisterschaften in Doha. 2021 siegte sie mit 60,05 m bei den Kuortane Games und wurde bei den Bislett Games mit 60,86 m Dritte. Anschließend nahm sie an den Olympischen Sommerspielen in Tokio teil und gewann dort mit 64,56 m im Finale die Bronzemedaille hinter der Chinesin Liu Shiying und Maria Andrejczyk aus Polen. Im September wurde sie bei Weltklasse Zürich mit 62,68 m Zweite.
2022 gewann sie bei den Ozeanienmeisterschaften in Mackay mit 60,63 m die Bronzemedaille hinter ihrer Landsfrau Mackenzie Little und Tori Peeters aus Neuseeland. Im Juli verteidigte sie bei den Weltmeisterschaften in Eugene mit 66,91 m ihren Titel Daraufhin siegte sie mit 64,43 m bei den Commonwealth Games in Birmingham sowie mit 64,50 m beim Herculis. Anschließend wurde sie bei Weltklasse Zürich mit 63,72 m erneut Zweite. Im Jahr darauf wurde sie beim Meeting de Paris mit 62,54 m Zweite und im August belegte sie bei den Weltmeisterschaften in Budapest mit 61,19 m im Finale den siebten Platz. 2024 bestritt sie nur zwei Wettkämpfe, ehe sie bei den Olympischen Sommerspielen in Paris mit 57,73 m den Finaleinzug verpasste.
In den Jahren 2017 und 2019 wurde Barber australische Meisterin im Speerwurf. Sie absolvierte Studien für Sport-Coaching und Sportwissenschaften an der University of Canberra. 2018 heiratete sie ihren langjährigen Trainer Mike Barber und startet seitdem unter seinem Namen.